# Helena Rubinstein

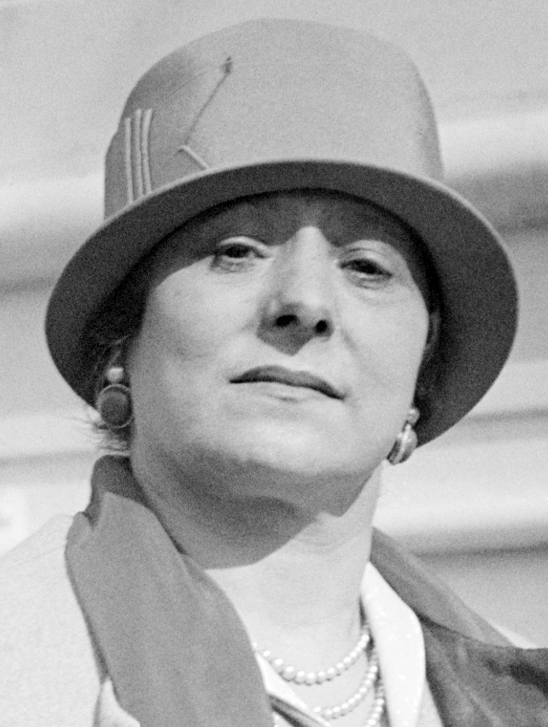
Helena Rubinstein (um 1930)

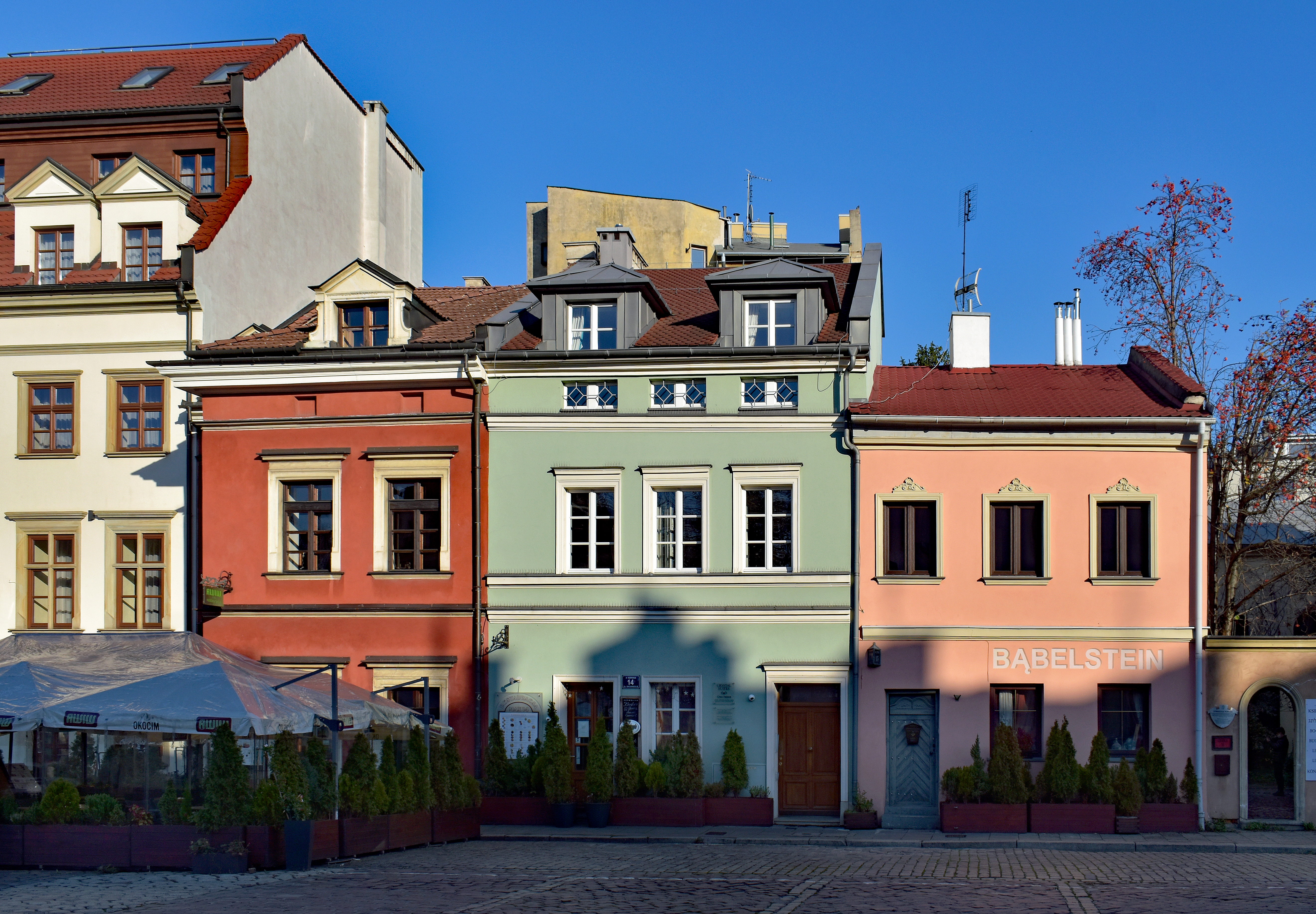
Geburtshaus Helena Rubinsteins in Krakau

Helena Rubinstein (* 25. Dezember 1872 in Krakau, Österreich-Ungarn, als Chaja Rubinstein; † 1. April 1965 in New York) war eine US-amerikanische Kosmetikunternehmerin, Pionierin der Kosmetikentwicklung und Mäzenin polnischer-jüdischer  Herkunft.

## Leben
Helena Rubinstein wurde als die älteste von acht Töchtern des jüdischen Lebensmittelkaufmanns Herzel „Horaz“ Rubinstein und seiner Frau Augusta (geborene Silberfeld, genannt „Gitte“) im überwiegend jüdischen Krakauer Stadtteil Kazimierz geboren. Ihre Schwestern waren Pauline, Rosa, Regina, Stella, Ceska, Manka und Erna. Mit 15 Jahren beendete sie die Schule vorzeitig. Nachdem sie mehrere Heiratsangebote ausgeschlagen hatte, ging sie 1894 nach Wien, wo sie im Pelzgeschäft von Angehörigen mithalf. 1896 wanderte sie auf dem Schiff Prinzregent Luitpold nach Coleraine in Australien aus und wählte auf dem Weg dorthin für sich die Vornamen Helena Juliet, anstelle des jüdisch klingenden Chaja.
In Australien arbeitete sie zunächst als Verkäuferin bei ihrem Onkel. Drei ihrer Onkel lebten bereits dort. Von ihrer Mutter erhielt sie zwölf Tiegel mit Creme zur kosmetischen Pflege in der Ferne, die sie teilweise an Farmerinnen in Coleraine weitergab. 1900 zog sie nach Toowoomba, wo sie als Kindermädchen des Gouverneurs von Queensland, Lord Lamington, angestellt wurde. Ihre erste eigene Geschäftsidee war, die Cremes zu importieren und zu verkaufen. Schließlich fing sie jedoch an, diese selbst herzustellen. 1902 eröffnete sie den ersten Schönheitssalon Australiens in Melbourne. Ab 1901 hatte sie in Melbourne und zunächst als Kellnerin in einem Teesalon gearbeitet. Auf Basis von Lanolin, Sesam und Mineralöl stellte sie eine Zubereitung her, der sie den Namen Valaze gab (Ungarisch für „Geschenk des Himmels“).
Sie vertrieb auch aus Polen importierte Cremes, die hauptsächlich aus einer Mixtur von Kräutern, Mandelöl und Rinderfett bestanden. Damit hatte sie großen Erfolg, zumal in Australien zu dieser Zeit Kosmetika wenig verbreitet und sie selbst mit ihrer zarten weißen Haut ihr bester Werbeträger war. Zudem veröffentlichte sie einen ersten Schönheitsratgeber. Um ihre Produkte weiterentwickeln zu können, verließ sie Australien wieder und übergab ihr Geschäft an zwei ihrer Schwestern.
In Paris besuchte sie den Chemiker Marcellin Berthelot, und befasste sich mit Ernährungswissenschaft und Gesichtschirurgie. Zurück in Sydney lernte Rubinstein 1907 den ebenfalls polnischstämmigen US-amerikanischen Journalisten Edward William Titus (1870–1952) kennen, der als Arthur Ameisen in Podgórze geboren war. Sie heirateten 1908 in London. Aus der Ehe gingen zwei Söhne hervor: Roy Valentine Titus (1909–1989) und Horace Titus (1912–1958). Ihr Mann hatte überdies zwei Söhne aus erster Ehe. Noch während ihrer ersten Schwangerschaft gründete sie 1908 in Wellington einen zweiten und im selben Jahr im Stadtteil Mayfair in London einen dritten Salon. 1912 eröffnete sie dann als zweifache Mutter in Paris einen vierten Schönheitssalon. Die Familie lebte nun in Paris. 1913 entstand ein Labor in Saint-Cloud.

### Emigration in die USA

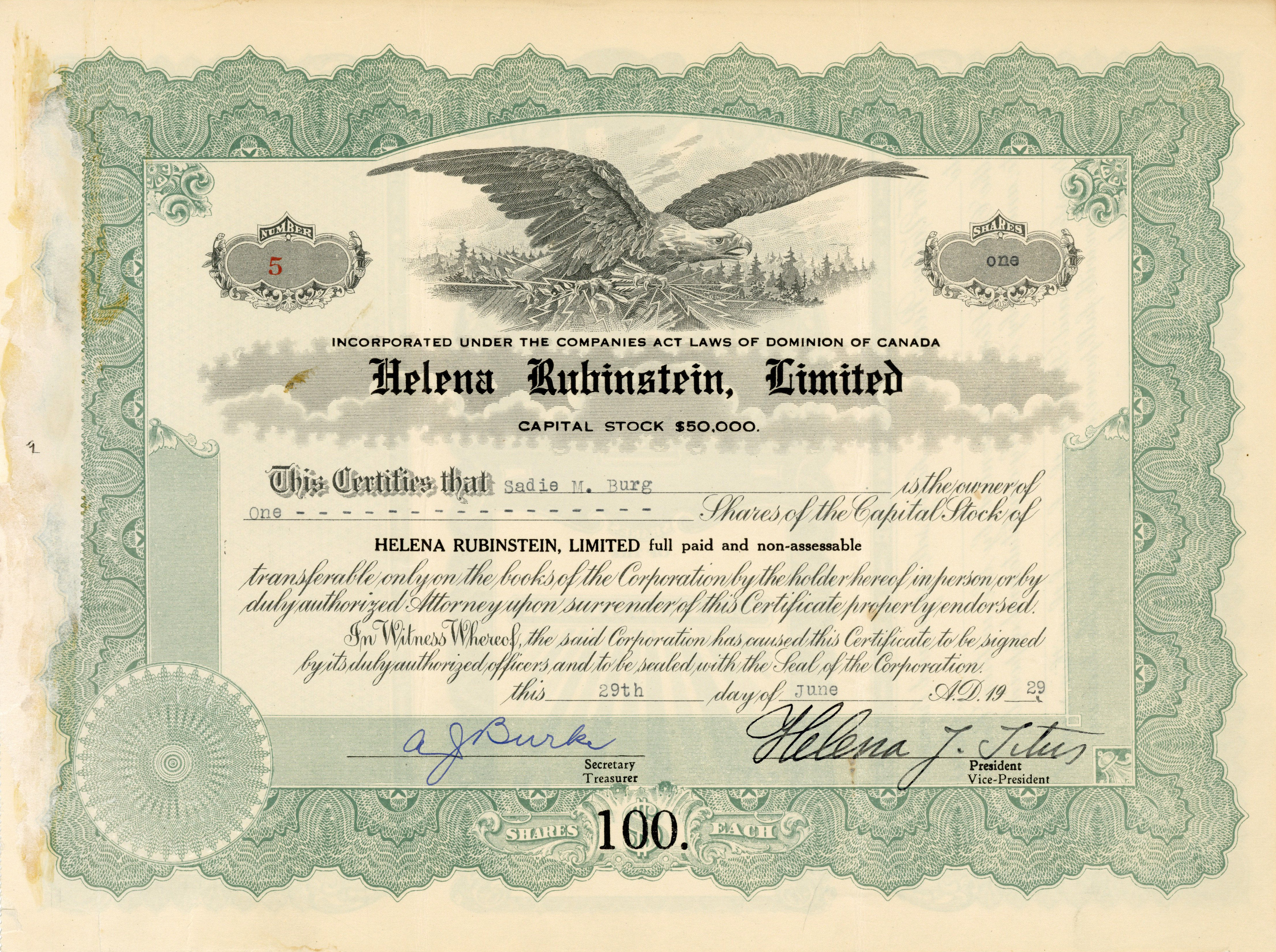
Aktie des am 20. Juni 1929 in Streetsville, Ontario gegründeten Unternehmens „Helena Rubinstein, Limited“, ausgegeben am 29. Juni 1929, im Original unterschrieben von Helena Rubinstein als Vize-Präsidentin

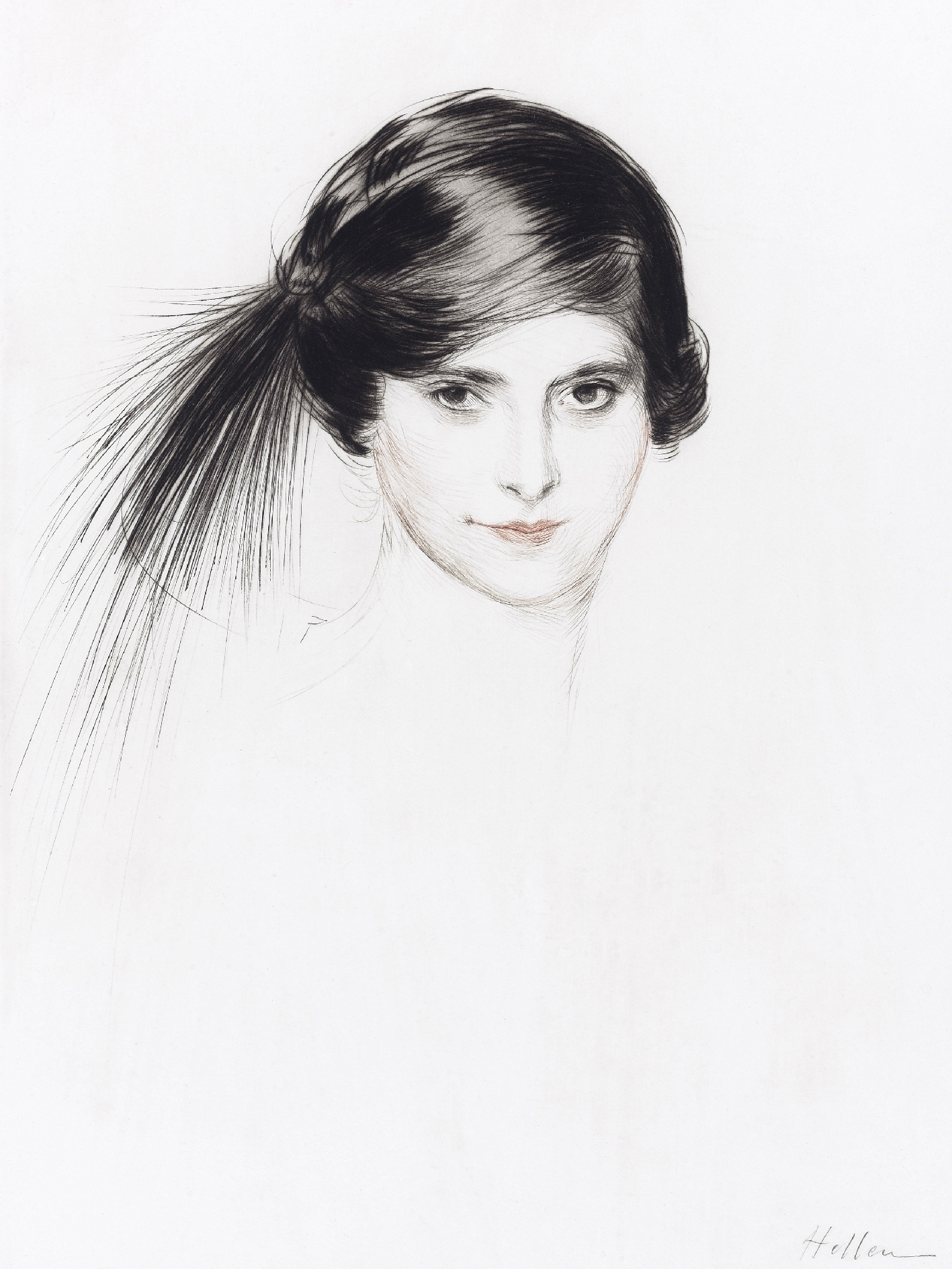
Helena Rubinstein gezeichnet von Paul César Helleu (1908)

1914 verließ die Familie während des Ersten Weltkriegs Europa und emigrierte in die USA. Nur ein Jahr später eröffnete sie dort ihre fünfte Filiale mit importierten Pflegeprodukten. Bis 1920 entwickelte sie dann ihre erste eigene Kosmetiklinie. Fortan trugen die von ihr vertriebenen Produkte den Namen Helena Rubinstein. Dieser Markenname besteht auch heute noch, über 80 Jahre nach Firmengründung.
1928 verkaufte sie zwei Drittel der „Rubinstein Inc.“ für 7,3 Millionen US-Dollar an das Bankhaus Lehman Brothers. Als die Weltwirtschaftskrise ihren tiefsten Punkt erreichte und das Bankhaus 1929 in finanzielle Schwierigkeiten kam, erwarb sie den ganzen Komplex für nur 1,5 Millionen US-Dollar zurück. Äußerst vermögend kehrte sie nach Paris zurück und widmete sich dort ihrer Kunstleidenschaft. In ihrem Salon verkehrten namhafte Maler wie z. B. Matisse, Modigliani, Chagall oder Schriftsteller wie Faulkner und Hemingway. Sie ließ sich von mehreren bekannten Malern porträtieren, darunter Roberto Montenegro (1941), Cândido Portinari (1939), Marie Laurencin (1934), Margherita Russo (1953), Pavel Tchelitchew (1934), Christian Bérard (1938) und Graham Sutherland (1957). Diese Porträts wurden ein Teil ihrer Kunstsammlung.
1937 wurde ihre erste Ehe geschieden und im Jahr darauf heiratete sie den fast 30 Jahre jüngeren georgischen Prinzen Artchil Gourielli-Techkonia (1897–1955). Zu dieser Zeit begann auch ihr Konkurrenzkampf mit der Kosmetikunternehmerin Elizabeth Arden, der ihr Leben lang andauern sollte.
Während der deutschen Besetzung Frankreichs (1940–1944) im Zweiten Weltkrieg erhielt der nationalsozialistische Bildhauer Arno Breker – vermutlich mit Hilfe seines Freundes Albert Speer – das inzwischen „arisierte“ Luxusappartement Helena Rubinsteins auf der Île Saint-Louis (Quai de Béthune 24) zu seiner Verfügung.
1953 eröffnete Helena Rubinstein unweit von New York eine der größten Fabriken, die jemals von einer Frau geschaffen worden waren. Bald besaß sie weitere Fabriken in Großbritannien, Frankreich, Deutschland, der Schweiz, Italien, Israel, Australien, Japan, Kanada und Südamerika.
Der Ablauf der Produktion im Kosmetikimperium der als äußerst sparsam bekannten Rubinstein war gut durchrationalisiert. Der gesamte Bedarf an Creme, Lotion und Duftwasser für Frankreich, Skandinavien und die Beneluxländer wurde bereits 1964 von nur vier Arbeitskräften hergestellt. Die Produktion von Puder für diesen riesigen Verbrauchermarkt war vollautomatisiert und wurde von nur einer Bedienungskraft gesteuert. Als innovative Unternehmerin beschritt sie auch bei der Vermarktung neue Wege. So entwarfen bekannte Designer und Künstler ihre aufwendigen Verpackungen. Verschiedene Schriftsteller texteten für sie Werbeanzeigen, Prospekte und das hauseigene Magazin. Innenarchitekten staffierten ihre Schönheitssalons aus, die sich den Besucherinnen als wahre Tempel der Kunst präsentierten.

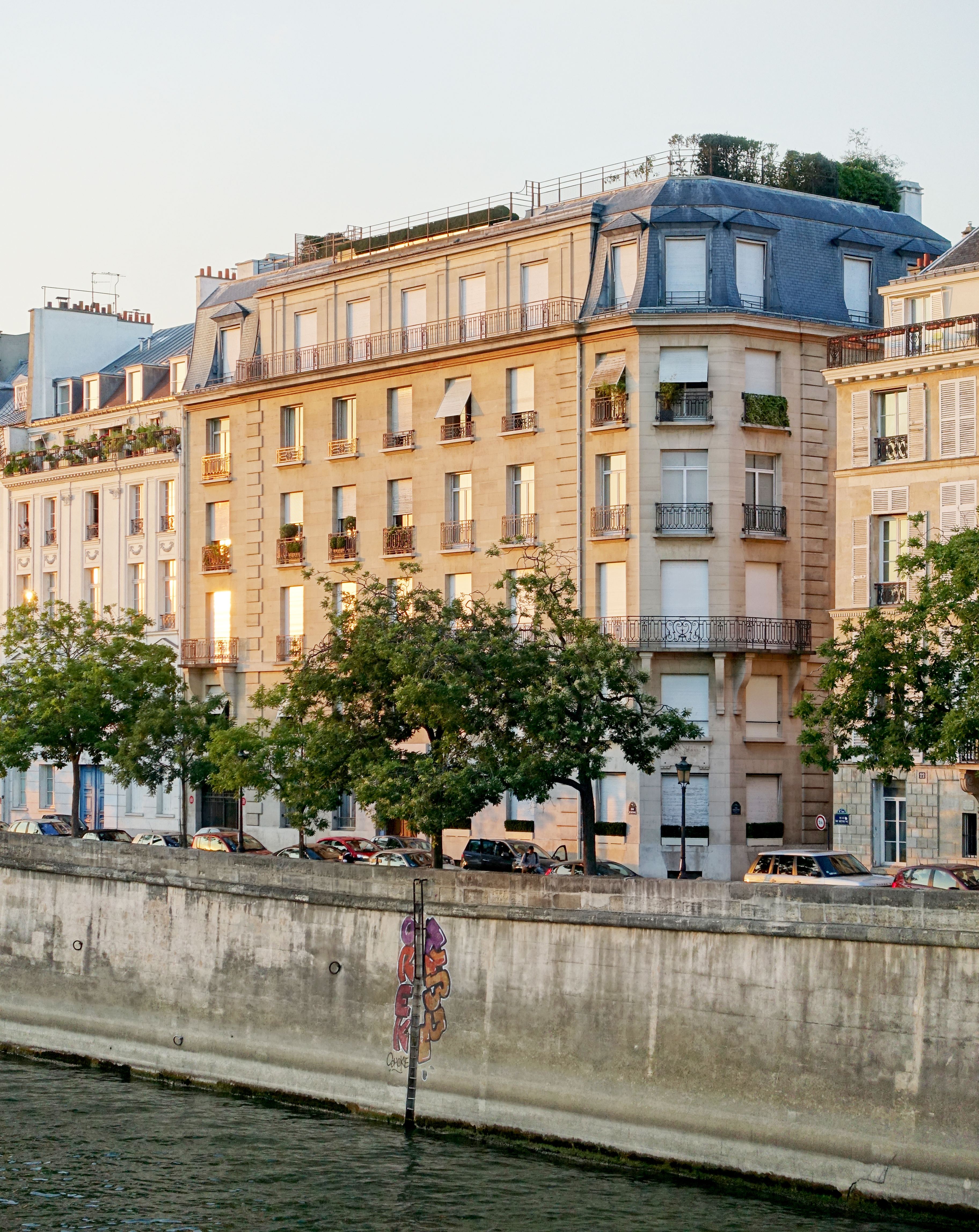
Das Gebäude Quai de Béthune 24, das Helena Rubinstein 1934 an der Stelle eines Stadtpalais’ aus dem 17. Jahrhundert errichten ließ

Bis zu ihrem Tod umfasste ihr Unternehmen 100 Niederlassungen in 14 Ländern mit etwa 30.000 Beschäftigten. Sie verfügte über ein Privatvermögen von mehr als 100 Millionen US-Dollar.
Am 1. April 1965 starb Helena Rubinstein im Alter von 92 Jahren in einem New Yorker Krankenhaus. Bis kurz vor ihrem Tod hatte sie ihr Unternehmen noch selbst geleitet. Sie hinterließ ihren 121 Erben das von ihr aufgebaute Kosmetikimperium sowie Häuser, Schmuck und Gemälde. Den größten Teil vererbte sie der Gesundheitsfürsorge, weil sie es bedauerte, nicht Ärztin geworden zu sein, und es ihr nicht gelungen war, Kosmetik zur Medizin fortzuentwickeln. Die Luxusmarke Helena Rubinstein gehört seit 1988 zum L’Oréal-Konzern, Paris.

### Mäzenatentum
Rubinstein galt als Förderin der Künste und der Wissenschaften. Sie gab Gemälde in Auftrag, wurde selbst von etwa 50 Malern porträtiert, sammelte Kunst jeglicher Art und organisierte Ausstellungen für unbekannte Maler. Sie stiftete Reisestipendien an Künstler und einen Kunstpreis in Frankreich, richtete einen Fonds zur Unterstützung von Kunststudenten ein und ließ in Tel Aviv ein Museum für Moderne Kunst, den Helena-Rubinstein-Pavillon, erbauen, das heute zum Tel Aviv Museum of Art gehört. An der Universität von Massachusetts richtete sie einen Lehrstuhl für Chemie ein und gründete 1953 die Helena Rubinstein-Foundation, die bis heute Wissenschaftlerinnen fördert und seit 1998 mit Unterstützung der UNESCO alljährlich den mit je 20.000 US-Dollar dotierten Helena-Rubinstein-Preis an vier Forscherinnen vergibt.

## Film
Der Puderkrieg, Dokumentarfilm, USA 2007 (Das Drehbuch entstand nach dem Buch War Paint: Miss Elizabeth Arden & Madame Helena Rubinstein von Lindy Woodhead.)

### Sachbuch
- Ruth Brandon: Ugly Beauty. Helena Rubinstein, L'Oréal, and the blemished history of looking good. HarperCollins, New York 2011, ISBN 978-0061740404.
- Doris Burchard: Der Kampf um die Schönheit. Jahrhundertkarrieren. Helena Rubinstein. Elizabeth Arden. Estée Lauder. Bastei-Lübbe-Taschenbuch 61484, Bergisch Gladbach 2002, ISBN 3-404-61484-4 (Lizenz der Europäischen Verlags-Anstalt, Hamburg 1999, ISBN 3-434-50467-2).
- Magdalena Köster: Brillante Bilanzen. Fünf Unternehmerinnen und ihre Lebensgeschichte. Beltz & Gelberg, Weinheim / Basel 2005, ISBN 978-3-407-80957-5.
- Patrick O'Higgins: Madame. An Intimate Biography of Helena Rubinstein. Viking Press, New York 1971, ISBN 978-0-670-44530-1.
- Ernst Probst: Superfrauen 13 – Mode und Kosmetik, Grin, München 2009, ISBN 978-3-640-39520-0.
- Ingo Rose / Barbara Sichtermann: Augen, die im Dunkeln leuchten. Helena Rubinstein – eine Biografie, Kremayr & Scheriau, Wien 2020, ISBN 978-3-218-01225-6.
- Paul-Loup Sulitzer: Hannah. Edition No. 1, Paris 1985, ISBN 978-2-86391-130-3.
- Paul-Loup Sulitzer: L'Impératrice. Edition No. 1, Paris 1986, ISBN 978-2-86391-182-2.
- Lindy Woodhead: War Paint. Elizabeth Arden and Helena Rubinstein. London 2003, ISBN 978-1683366485.

### Belletristik
- Erwin Blumenfeld: Einbildungsroman. Eichborn Verlag, Frankfurt am Main 1998, ISBN 3-8218-4162-1.